# برنارد ك. سميث
برنارد ك. سميث (بالإنجليزية: Bernard C. Smith)‏ هو سياسي أمريكي، ولد في 29 يوليو 1923، وتوفي في 19 أكتوبر 1993. حزبياً، نشط في الحزب الجمهوري. وقد انتخب عضو مجلس ولاية نيويورك.